# O Museu de Exploração
O Museu de Exploração ( em islandês:  Könnunarsögusafnið, pronúncia em islandês: [ˈkʰœnːʏnarˌsœːɣʏˌsapnɪθ] ) é dedicado à história da exploração humana, desde os primeiros exploradores até a exploração do espaço. O museu está localizado no centro de Húsavík, no norte da Islândia, 50 km do Círculo Polar Ártico. O museu foi fundado em 2011 e inaugurado formalmente em 2014 pelo Presidente da Islândia.
A sala de exposição principal apresenta fotografias e artefatos do programa de treinamento de astronautas Apollo, perto de Húsavík, em 1965 e 1967. A segunda sala de exposição apresenta a história da exploração Viking . O andar de cima é dedicado à exploração das regiões polares e às corridas aos pólos norte e sul. O porão detalha expedições que viajaram no subsolo e no fundo do mar. 

## Galeria

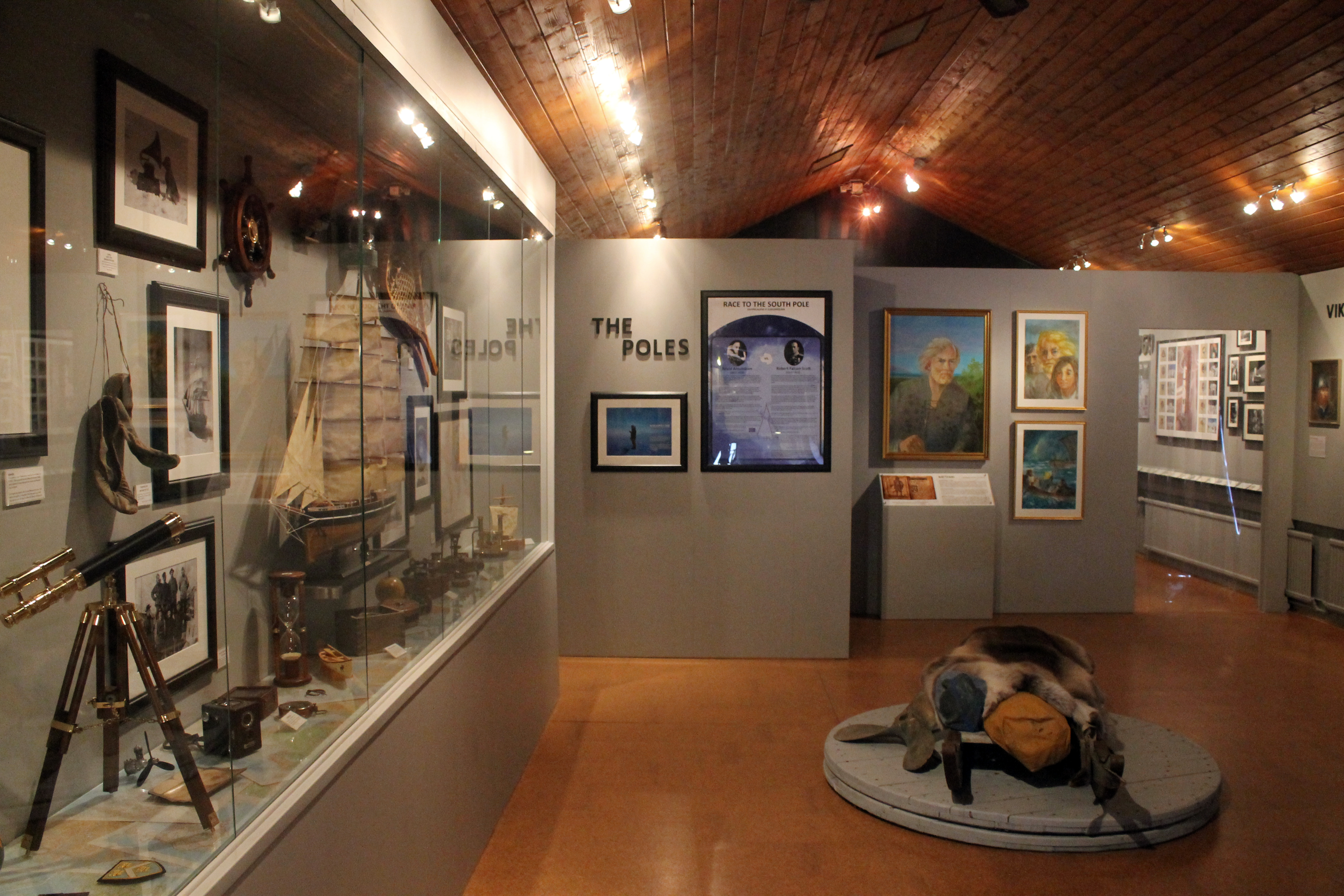
Uma das salas de exposição do The Exploration Museum.
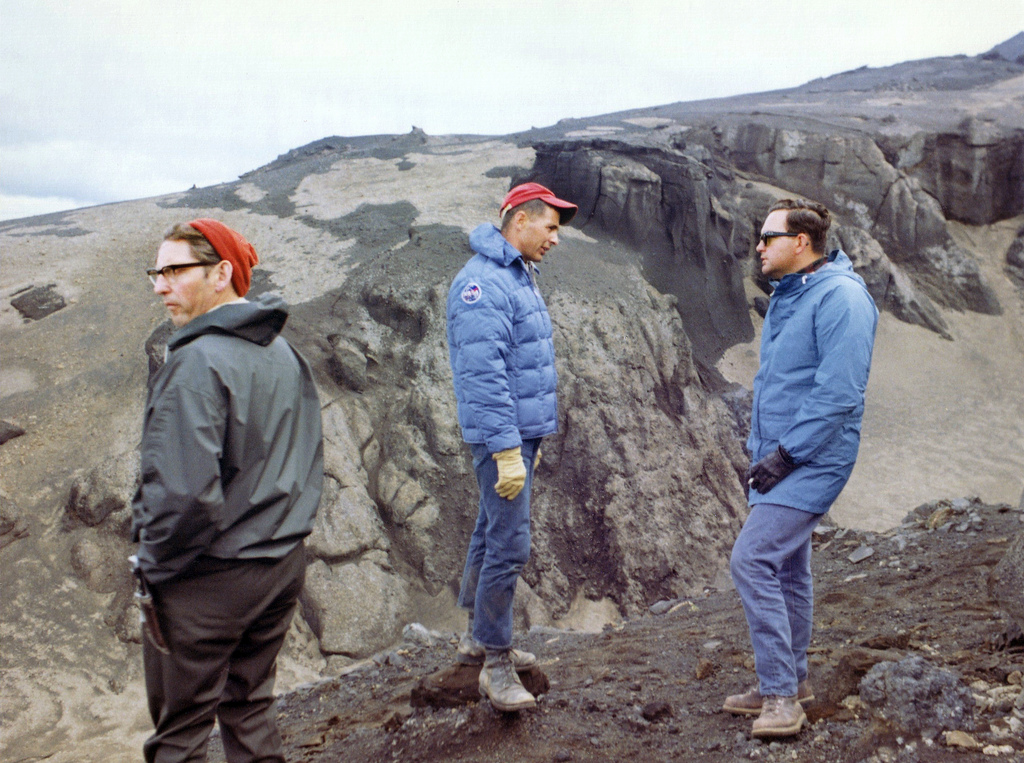
O astronauta da Apollo 8, Bill Anders, treinando na Islândia em 1967.
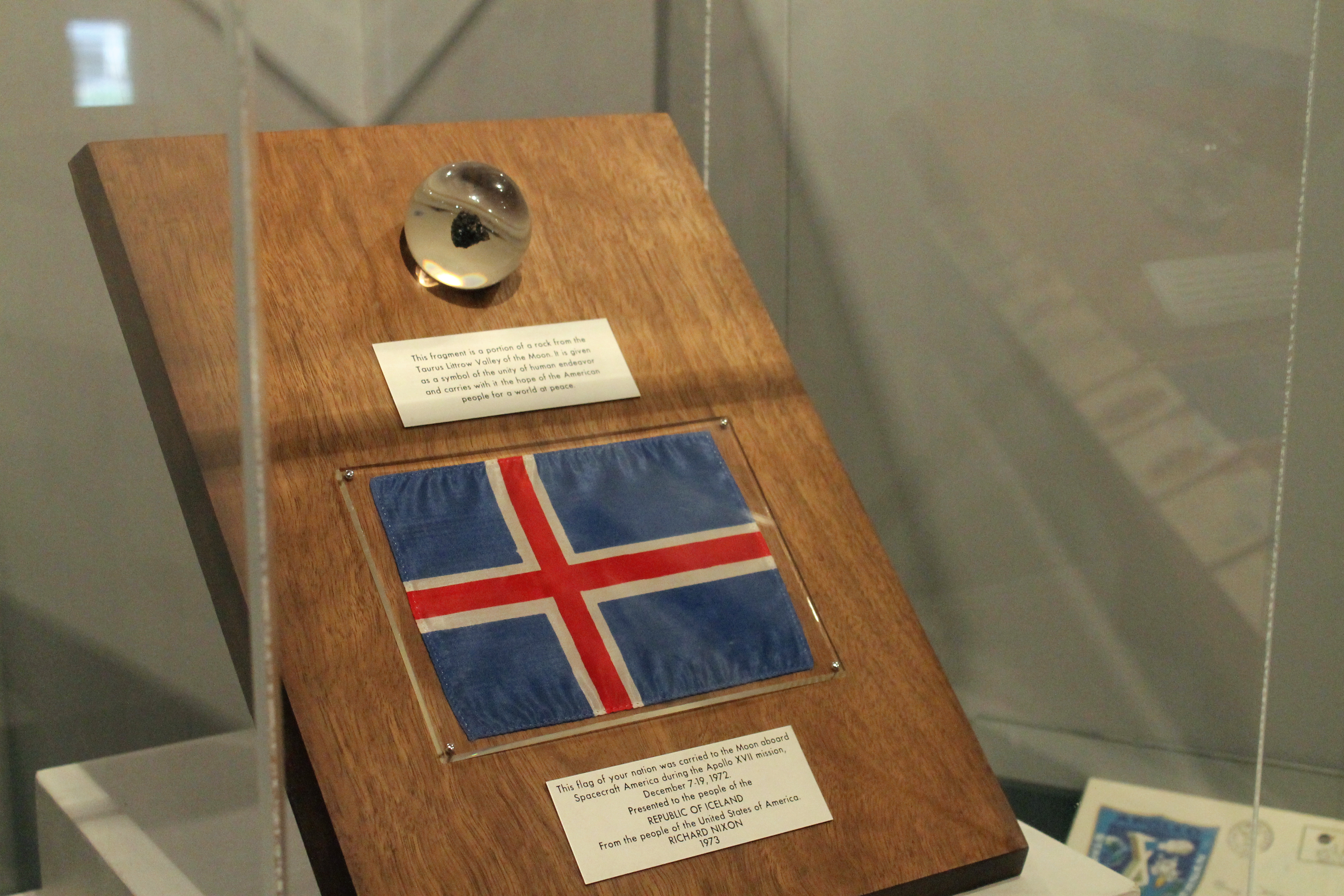
Rocha lunar da Apollo 17 em exibição no Museu de Exploração.